# Adoxophyes instillata
Adoxophyes instillata is een vlinder uit de familie van de bladrollers (Tortricidae). De wetenschappelijke naam van de soort is voor het eerst geldig gepubliceerd in 1922 door Edward Meyrick.
De soort werd door Eric Mjöberg ontdekt in Queensland (Australië).